# Hedvig Charlotta Hjelmstedt
Hedvig Charlotta Hjelmstedt, född Neidel 1780, död 26 maj 1852 i Stockholm, var en svensk skådespelare. Hon var aktiv på både  Munkbroteatern och Mindre teatern men också känd som landsortsskådespelare under sin 50-åriga karriär. 
13 september 1798 debuterade hon på Munkbroteatern i Stockholm som Portvakterskan i Nunnorna och sedan spelade hon Mor Bobi i Colin och Babet. Hon var anställd tillsammans med sin äldre syster, en i övrigt oidentifierad "mamsell Neidel", vid denna teater tills den stängdes 1799. Hon var sedan engagerad vid Johan Anton Lindqvists sällskap och hade därefter en lång karriär som landsortsskådespelare i många olika sällskap, såsom hos Johan Peter Lewenhagen (1802) Erik Wilhelm Djurströms (1824), Josef August Lambert (1830).  Hjelmstedt blev 1842 anställd i Mindre teatern, där hon uppträdde åtminstone till 1844, och även fungerade som instruktör till teatereleverna.  
Säsongen 1799-1800 uppträdde hon på Comediehuset i Göteborg. Hummel sade då om henne: 
"Ehuru blott 20 år gammal, röjde hon i sina gester och sin deklamation en lycklig fallenhet för käringroller, då hon återgaf bland annat Majorskan i Den försonade fadren, fru Prim i Konstmakaren den tredje samt enkan Vandel i Grefven af Oldsback mästerligt. Herr Schylander, känd för sin skicklighet i denna roll, har ej på komiska teatern i Stockholm gifvit den bättre."
Hon gifte sig 1801 med skådespelaren Carl Johan Hjelmstedt (1768-1837), som även han spelade i olika sällskap före sin död i Stockholm.